# Rue de Robiano (Bruxelles)
Pour les articles homonymes, voir Rue de Robiano.
La rue de Robiano (en néerlandais : de Robianostraat) est une rue bruxelloise de la commune de Schaerbeek qui va de la chaussée de Haecht à la rue Josaphat. Elle prolonge la rue Lefrancq.
Les comtes de Robiano étaient de grands propriétaires terriens schaerbeekois.